# Marcos Valle
Marcos Kostenbader Valle (Río de Janeiro; 14 de septiembre de 1943) es un cantautor y guitarrista de géneros musicales brasileños populares como la bossa nova y el samba. También es productor y compositor. Se trata de uno de los intérpretes más importantes y populares de la historia del pop brasileño.
Marcos Valle estudió de niño música clásica aunque su atención se dirigió hacia diversos géneros musicales, especialmente hacia el jazz. Empezó a escribir canciones con su hermano Paulo Sérgio a comienzos de los años sesenta. Su primer gran éxito fue Sonho de Maria: Valle fue aclamado como el mejor compositor brasileño del año a los 19 años. 
Inmediatamente, consiguió un contrato para grabar y en 1964 realizó su primer álbum, Samba Demais, para EMI de Brasil. Una gira con Sergio Mendes & Brasil, en 1965, le proporcionó sus primeras conexiones en América del Norte. En 1966, Walter Wanderley colocó la canción de Valle So Nice (Summer Samba) en la lista de los cuarenta principales de Estados Unidos. Valle consiguió pronto su propio contrato en Norteamérica y en 1967 la Warner Brothers realizó el disco de instrumentales Braziliance!. Un año después, su debut en Verve, Samba '68 se convirtió en un clásico brasileño gracias a sencillas pero contagiosas canciones como Batucada, Chup, Chup, I Got Away y Crickets Sing for Anamaria, en las que las armonías vocales estaban realizadas por su mujer Anamaria. Algunas canciones de esta etapa se convirtieron en estándars y han sido grabadas desde entonces por numerosos artistas (Caetano Veloso, Diana Krall, Dizzy Gillespie, Sarah Vaughan, Stacey Kent, etc.)
A pesar del éxito, fue su último disco estadounidense. Ese mismo año, Viola Enluarada fue un gran éxito en toda Suramérica, gracias en parte a la canción titular (con la voz de un joven Milton Nascimento). La era del rock and roll que ya había influido en tropicalistas como Os Mutantes, Caetano Veloso y Gilberto Gil pronto empezó a inspirar también a Valle. Con discos como el clásico de 1971 Garra, fue más allá de los géneros musicales autóctonos como la bossa nova o la samba y se acercó a un sonido influenciado por el rock y el funk. Continuó grabando para EMI hasta su marcha a Estados Unidos en 1975. Allí, escribió y arregló temas para Eumir Deodato, Airto Moreira y Chicago. Continuó grabando discos en solitario a principios de los ochenta, añadiendo nuevas y electrónicas técnicas de producción. También escribió música para películas y para series televisivas como el Barrio Sésamo brasileño.

## Selección discográfica
- Samba demais, 1963.
- O compositor e o cantor, 1965.
- Braziliance!, 1967.
- Samba68, 1968.
- Viola enluarada, 1968.
- Mustang cor de sangue, 1969.
- Marcos Valle, 1970.
- Garra, 1971.
- Vento sul, 1972.
- Previsao do tempo, 1973.
- Marcos Valle, 1974.
- Vontade de rever voce, 1981.
- Marcos Valle, 1983.
- Tempo da gente, 1986.
- Nova Bossa Nova, 1998.
- Live in Montreal, 2000.
- Escape, 2001.
- Contrasts, 2003.
- Jet Samba, 2005.
- Página Central, con Celso Fonseca. 2009.
- Estática, 2010.
- Sempre, 2019.
- Cinzento, 2020.
- Marcos Valle JID003, 2020.
- Túnel Acústico, 2024.

- Datos: Q3039180
- Multimedia: Marcos Valle / Q3039180